# Edwin Colón
Edwin Carlos "Eddie" Colón (21 de diciembre de 1982) es un luchador profesional puertorriqueño. Colón es el hijo del legendario luchador puertorriqueño Carlos Colón y hermano del luchador Carlito.
Durante su carrera, Colón ha luchado en la empresa de su padre, el World Wrestling Council (WWC), donde obtuvo en seis ocasiones el Campeonato Universal Peso Pesado de la WWC, entre otros títulos. También ha obtenido importantes varios campeonatos en parejas, tales como el Campeonato en Parejas de Florida de la FCW junto a Eric Pérez en tres ocasiones, el Campeonato Mundial en Parejas una vez y el Campeonato en Parejas de la WWE dos veces, junto a su hermano Carlito y otro junto a su primo Épico.

## Carrera

### World Wrestling Council (1999-2008)
Comenzó a muy temprana edad en la lucha libre, entrenado por su padre el legendario Carlos Colon y por Isaac Rosario, durante su tiempo en WWC enfrentó a grandes estrellas como Rey Mysterio, Konnan, Rex King, Kid Kash, Da Beast, El Bronco, Joey Matthews, Abdullah The Butcher, Dustin Rhodes, Apolo, Scott Hall, Christian Cage entre otros. En el 2006, Colón firmó un contrato con la WWE, para enviarlo a una empresa de desarrollo. Ocasionalmente ha hecho equipo con Carlito en peleas en la World Wrestling Council.
El 7 de mayo de 2007 Colón participó en una lucha a puertas cerradas, donde fue evaluado por el responsable de talentos. El 8 de mayo de 2007, Colón participó en un dark match de SmackDown! donde derrotó a Shannon Moore.
Colón peleó contra Christian Cage en Aniversario 2007, el aniversario de World Wrestling Council, un evento que tuvo lugar en el José Miguel Agrelot Coliseum el 13 de julio de 2007, perdiendo ambos por cuenta fuera.

### World Wrestling Entertainment / WWE (2008-2020)

#### Florida Championship Wrestling
El 26 de enero de 2008, Colón hizo su debut en la Florida Championship Wrestling, derrotando a Shawn Osbourne.
El 23 de febrero, Colón y Eric Pérez hicieron equipo como The Puerto Rican Nightmares, derrotando a Steve Lewington y Heath Miller en la final de un torneo para ganar el recién creado Campeonato por Parejas de la FCW, perdiéndolo el 22 de marzo de 2008 ante Nic Nemeth y Brad Allen.
Un mes después, él y Eric Pérez recuperarían los títulos por parejas derrotando a Brad Allen y Nic Nemeth el 15 de abril de 2008, después de que Nemeth y Allen fueran descalificados.
Perdieron sus campeonatos frente a Drew McIntyre y Stu Sanders el 7 de mayo de 2008, recuperándolos posteriormente el 17 de julio de 2008. Un mes después, fueron derrotados por Gavin Spears y Nic Nemeth, perdiendo el Campeonato por Parejas de la FCW.

#### 2008-2009

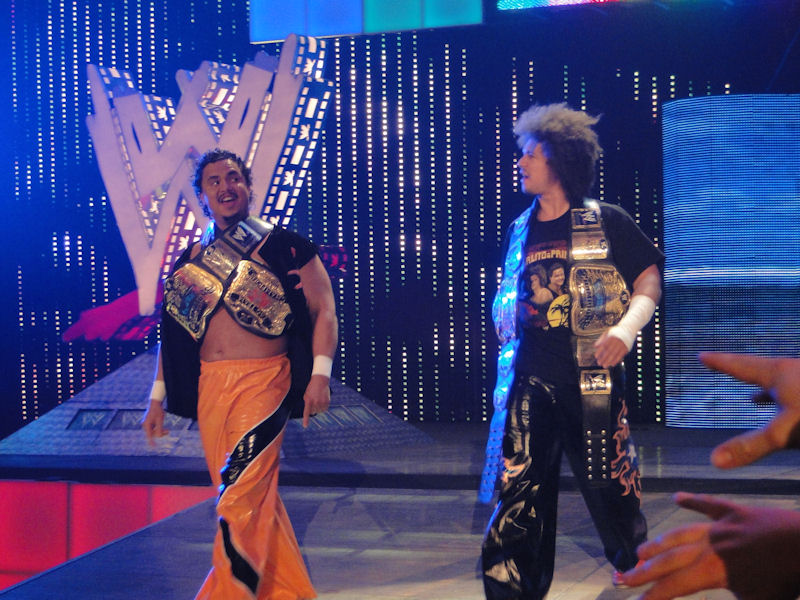
Primo y Carlito como Campeones Unificados en Parejas de la WWE.

Colón fue introducido al roster principal de RAW en la edición del 18 de agosto por el gerente general Mike Adamle, bajo el nombre de Primo Colón. Su debut en el ring fue la semana siguiente, cuando se enfrentó y derrotó a «Charlito» (Charlie Haas vestido de Carlito). Sin embargo, fue transferido a SmackDown! días después, acortando su nombre a Primo. 
Debutó en la marca el 12 de septiembre en una lucha junto a su hermano Carlito, derrotando a Curt Hawkins & Zack Ryder. Volvieron a derrotarlos junto a Carlito, esta vez en las grabaciones de SmackDown! el 21 de septiembre de 2008, las cuales fueron emitidas el 26 de septiembre de 2008, ganando el Campeonato en Parejas de la WWE. Durante febrero y marzo de 2009, Carlito & Primo empezaron un feudo con John Morrison & The Miz alrededor de The Bella Twins, peleando en numerosas ocasiones contra ellos, apostando tanto el Campeonato en Pareja de la WWE de Carlito & Primo como el Campeonato Mundial en Pareja de Morrison & Miz. En WrestleMania XXV, ambos campeonatos estuvieron en juego, con victoria para Carlito & Primo, siendo reconocidos como los primeros Campeones Unificados en Parejas de la WWE. El 15 de abril de 2009, fue enviado a la marca RAW por el draft suplementrario. En The Bash perdieron los títulos frente a Edge y Chris Jericho. En la edición de Raw del 6 de julio, Carlito lo traicionó atacándolo luego de la lucha frente a Edge y Chris Jericho. Esto provocó un feudo entre los dos que terminó después de que Carlito derrotara a Primo en el episodio del 3 de agosto de Raw. En Night of Champions no logró ganar el Campeonato de los Estados Unidos en un Six-pack challenge. El 29 de noviembre iba a pelear contra Evan Bourne para poder clasificarse en una Battle Royal para optar por el Campeonato de la WWE, pero fue atacado por Randy Orton.

#### 2010-2011
Participó en una Battle Royal en WrestleMania XXVI, pero no logró ganar. El 10 de mayo se unió a Carlito para formar de nuevo la pareja The Colons en una edición de Raw en la que ambos atacaron a R-Truth por orden de Ted DiBiase, cambiando a heel. Sin embargo, el grupo se separó de nuevo a raíz del despido de Carlito. Tras esto, hizo pareja con Zack Ryder derrotando a Goldust & Yoshi Tatsu, luchando ambas parejas en Superstars durante junio. El 31 de agosto fue anunciado como el pro de AJ Lee en NXT, con quien empezó una relación amorosa (Kayfabe). El 7 de septiembre en NXT junto a AJ derrotaron a Goldust y Aksana. En el episodio del 23 de noviembre de NXT, AJ Lee fue eliminada de la competencia, terminando poco después su relación. Primo luego apareció luchando principalmente en Superstars.
A princiopios de 2011 formó equipo con Zack Ryder en Superstars, teniendo varios combates en parejas. En WrestleMania XXVII participó en un battle royal, pero fue ganado pòr The Great Khali. En la edición de Raw del 11 de abril fue derrotado por Sin Cara en el debut oficial de este en la empresa. Siendo esta la última aparición de Primo en televisión por un tiempo. Apareció en un house show en mayo, perdiendo ante Mason Ryan. Después de 2 meses sin aparecer en televisión, volvió el 16 de junio luchando en Superstars siendo derrotado por Zack Ryder. Tras meses sin aparecer en televisión, en noviembre empezó a competir junto a Épico con Rosa Mendes como su mánager, empezando un feudo con Air Boom (Kofi Kingston & Evan Bourne) por los Campeonatos en Parejas de la WWE. El 18 de diciembre en TLC fueron derrotados por Kingston y Bourne en una lucha titular.

#### 2012

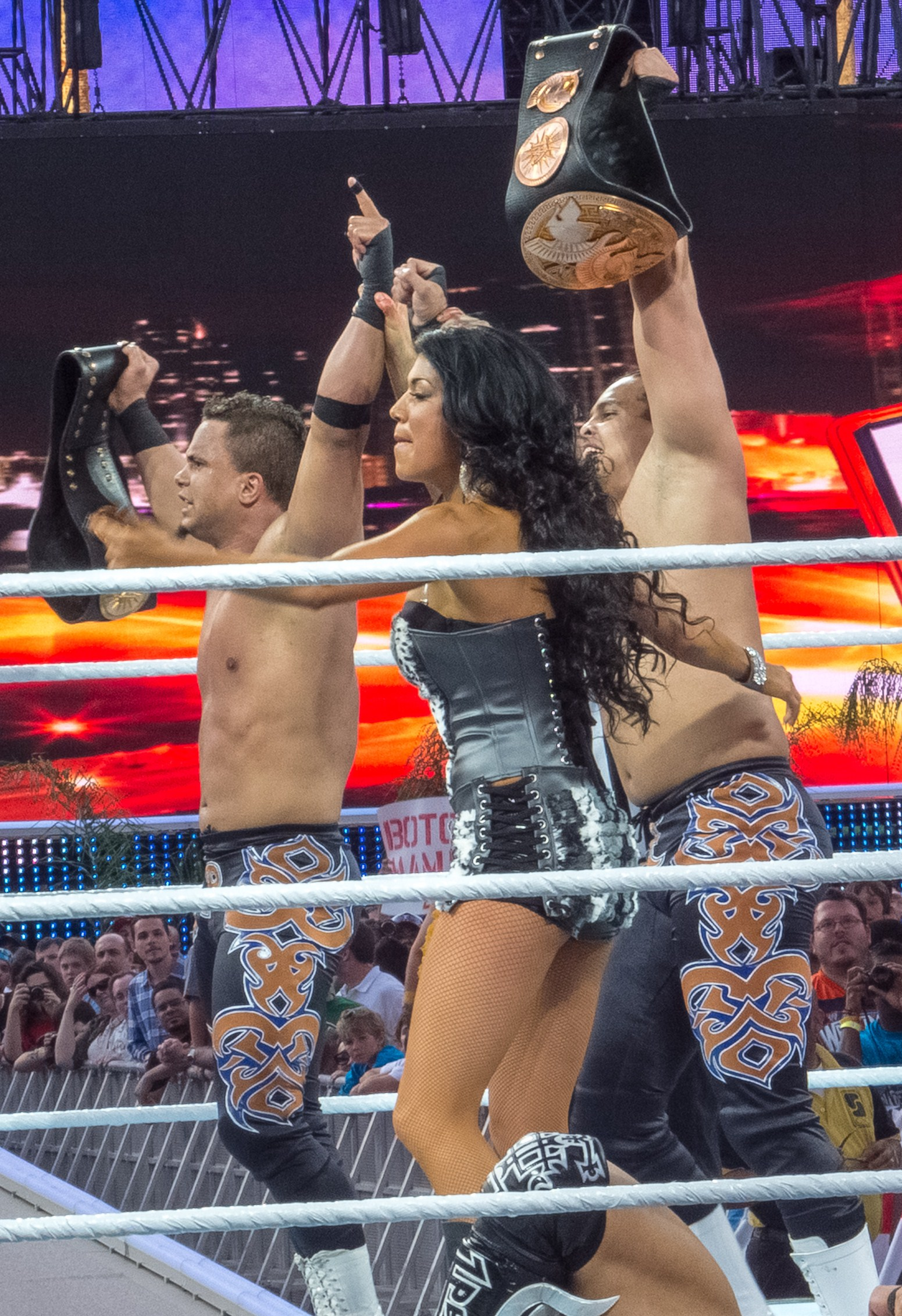
Mendes en WrestleMania XXVIII, como mánager de Primo y Épico donde retuvieron los campeonatos WWE Tag Team Championship en el pre-show.

Posteriormente participó en su primer Royal Rumble, entrando en número 6, siendo eliminado por Mick Foley. A principios de 2012, continuaron su rivalidad con los Campeones en Parejas Air Boom, siendo siempre derrotados en los combates individuales, pero ganando en un combate de parejas sin el título en juego. Finalmente, en un evento en vivo de Raw el 15 de enero, derrotaron a Air Boom para conseguir el Campeonato en Parejas de la WWE. La noche siguiente en Raw, defendieron sus campeonatos en una revancha.
Una vez acabado el feudo, obtuvieron victorias sin el título en juego, derrotando a varios equipos como los de Jim Duggan & Santino Marella, Mason Ryan & Alex Riley y The Usos; sin embargo, perdieron un combate frente a Kofi Kingston y su nuevo aliado, R-Truth. En el episodio de Raw del 27 de febrero, lograron defender el título ante los equipos de Kingston & R-Truth y Dolph Ziggler & Jack Swagger. En el dark match de WrestleMania XXVIII, volvieron a retenerlo en combate contra The Uso y Justin Gabriel & Tyson Kidd.
Sin embargo, empezaron a quejarse por la poca importancia que les daban dentro de la empresa, por lo que el Agente de Talentos A.W. les ofreció sus servicios de gestión, señalando que los Campeones en Pareja habían sido tratados igual que un chiste, quedando fuera de WrestleMania y Extreme Rules. En el episodio de Raw del 30 de abril, perdieron sus títulos ante Kingston & R-Truth.
Después de perder los títulos, en mayo, Primo, Épico y Mendes se unieron a la agencia de talentos de A.W.

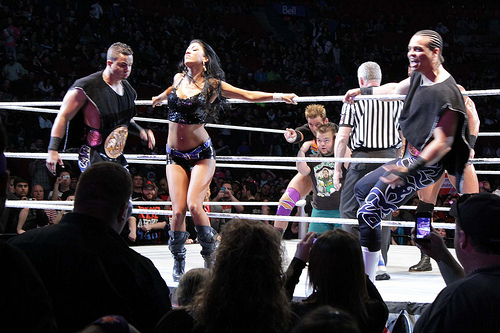
Primo & Épico como los Campeones en Pareja de la WWE siendo acompañados por Rosa Mendes.

 Sin embargo, después de haberse unido a All World Promotions, no tuvieron ninguna lucha televisada hasta No Way Out, donde fue anunciado que la cláusula de revancha de 30 días por los Campeonatos en Parejas había expirado y, por consiguiente, tendrían que competir contra Justin Gabriel & Tyson Kidd, The Uso y The Prime Time Players (Titus O'Neil & Darren Young) para ganar una oportunidad por los títulos. Durante el combate, A.W. los traicionó, costándoles el combate directamente y aliándose con los ganadores del combate, the Prime Time Players. Al día siguiente, en Raw, Primo & Épico derrotaron a los Prime Time Players por cuenta fuera después de que O'Neil & Young abandonaran el combate. Los equipos continuarían con su rivalidad en Superstars con Épico perdiendo frente a Young y Primo derrotando a O'Neil en singles matches. Esto les llevó a un combate en Money in the Bank, donde derrotaron a The Prime Time Players. En Night Of Champions (2012) participó en un Battle Royal en donde el ganador sería el contentiente #1 al Campeonato de los Estados Unidos, sin embargo fue eliminado por Brodus Clay. A finales de septiembre, cambiaron a Heel. En Survivor Series formó equipo con Épico, Titus O´Neil, Darren Young y Tensai siendo derrotados por el equipo de Rey Mysterio, Sin Cara, Tyson Kidd, Justin Gabriel y Brodus Clay. En diciembre Rosa Mendes, Épico y Primo comenzaron un feudo con Hornswoggle, The Great Khali y Natalya.

#### 2013-2014

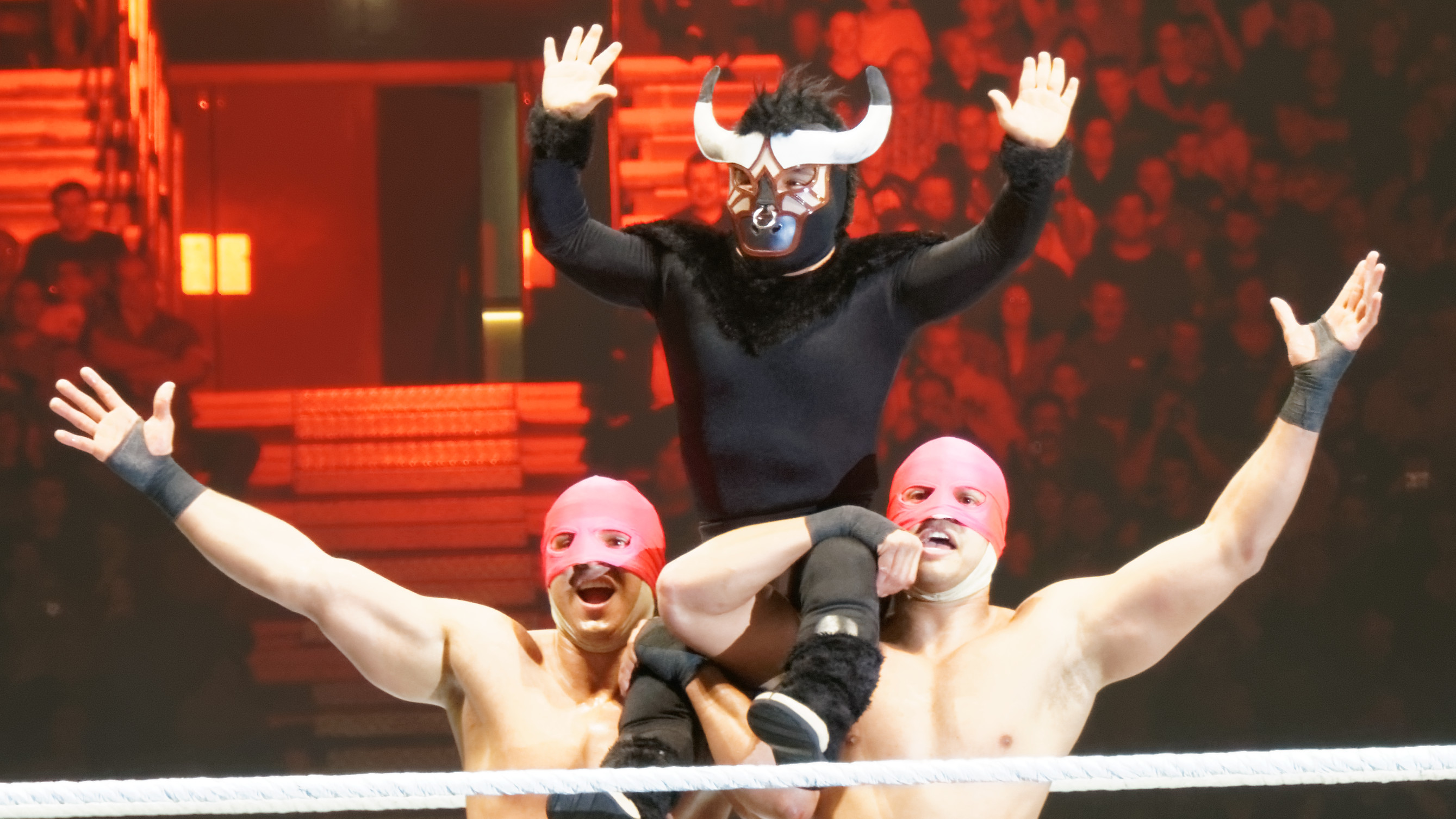
en 2013, Primo & Épico en su debut con El Torito como Los Matadores.

En 2013 tienen varias derrotas en parejas ante Tensai y Brodus Clay y un handicap match el 5 de abril contra Ryback. El 27 de abril en Smackdown Rosa, Épico y Primo fueron derrotados por Khali, Hornswoggle y Natalya, dando por terminado su feudo. 
Después de una larga ausencia, el 19 de agosto salió una promo mostrando un nuevo gimmick parecido al de El Genérico, un torero español y renombrando su equipo como Los Matadores y cambiando su nombre a Diego. El 30 de septiembre en RAW, hizo su debut como Face junto con Fernando acompañados por El Torito venciendo a 3MB. Tras esto en octubre continuaron su feudo con 3MB, teniendo varios combates semanales tanto en Raw como en SmackDown, derrotándolos la mayoría de las veces. En WWE Hell In A Cell Los Matadores derrotaron a The Real Americans. El 5 de marzo en Main Event, lucharon contra The Usos por los Campeonatos en Parejas, pero fueron derrotados. En abril de 2014 en el WWE Hall Of Fame 2014 hizo una presentación especial como Primo junto a Épico y Carlito para introducir a su padre Carlos Colón al Hall Of Fame 2014. El 6 de abril de 2014 tuvieron un combate en WrestleMania XXX por el Campeonato de Parejas contra The Usos, The Real Americans y RybAxel, pero no lograron ganar. A mediados de abril su feudo con 3MB y su nuevo compañero Hornswoggle volvió a resurgir. El 23 de junio WWE.com se informó que Fernando fue lesionado en un evento en vivo. Como resultado Diego y El Torito comenzaron un feudo con Bo Dallas siendo derrotados en todos sus combates. En Battleground participó en un Battle Royal por el vacante Campeonato Intercontinental, eliminanado a Damien Sandow, pero fue eliminado por Ryback. Diego derrotó Fandango en la edición de 28 de julio de Raw, mientras era acompañado por Layla y Summer Rae. El 9 de septiembre en Main Event Los Matadores se enfrentaron a los NXT Tag Team Champions The Ascension, perdiendo. El 10 de octubre en el 15º aniversario de Smackdown formó parte del equipo de Theodore Long que derrotó al equipo de John Laurinaitis. En Survivor Series se enfrentaron a The Usos, Gold & Stardust y The Miz & Damien Mizdow por el Campeonato en Parejas, pero ganaron estos últimos.  

#### 2015
En marzo de 2015 derrotaron varias veces a The New Day, terminando con su racha de victorias. El 4 de marzo en Main Event se enfrentaron a The Usos por lo Títulos en Parejas, siendo derrotados. El 9 de marzo en Raw cambiaron a heel tras derrotar a The Usos por una distracción de El Torito. El 12 de marzo en SmackDown junto con Tyson Kidd & Cesaro derrotaron a The Usos, Xavier Woods y Kofi Kingston. En WrestleMania 31 se enfrentaron a Tyson Kidd & Cesaro, Kofi Kingston y Big E y The Usos por los Campeonatos por Parejas de la WWE, pero ganaron los primeros. En ese mismo evento participó en el battle royal por el André The Giant Memorial Trophy, pero fueron eliminados. Luego volvieron a aparecer como face. El 31 de mayo en WWE Elimination Chamber, se enfrentaron a The New Day (Big E, Kofi Kingston & Xavier Woods), The Lucha Dragons (Sin Cara & Kalisto), Tyson Kidd & Cesaro, The Prime Time Players (Darren Young & Titus O'Neil) y The Ascension (Konnor & Viktor por el Campeonato en Parejas de la WWE, pero no lograron ganar. El 4 de julio, en el evento The Beast in the East, trasmitido por WWE Network desde Tokio, Japón, se enfrentó a Cesaro, pero fue derrotado. En SummerSlam lucharon en un fatal 4-way por los títulos en pareja, siendo The New Day los ganadores. Después de meses en perseguir los WWE Tag Team Championship, Los Matadores aparentemente se separaron, ya que no aparecieron en la televisión a partir de septiembre.

#### 2016-2017
El 4 de abril en Raw, salió una promo de ellos dos desde Puerto Rico como Primo & Épico, dando por terminado el gimmick de Matadores. Hicieron su regreso el 16 de mayo en Raw con el nombre de equipo Shining Stars y derrotaron a dos jobbers locales. Durante las siguientes semanas siguieron haciendo varios promos sobre Puerto Rico. El 28 de junio en Main Event cambiaron a heel al derrotar a Jack Swagger y Zack Ryder. El 19 de julio debido al Draft 2016 fueron elegidos para pertenecer a Raw. A partir de ahí empezaron a luchar en luchas de relleno de Raw perdiendo ante Enzo & Big Cass y la semana siguiente ganando ante Golden Truth (R-Truth y Goldust). El 22 de agosto, aparecieron interrumpiendo la despedida de The  Dudley Boyz, en la que los Dudleyz los atacaron. La semana siguiente en la edición del Raw del 5 de septiembre, consiguieron una sorpresiva victoria contra & Big Cass, comenzando un pequeño feudo. El 12 de septiembre, Primo acompañó a Épico a su lucha contra Cass, donde logró ganar. El 17 de octubre en RAW, se unieron con Titus O'Neil, y al entrar al ring regalaban folletos ofreciendo condominios en Puerto Rico. En ese show fueron derrotados por Goldust, R-Truth y Mark Henry. En la siguiente semana fueron derrotados nuevamente por Goldust y R-Truth. En Survivor Series participaron en el Traditional Elimination Match en la sección de equipos de Raw, derrotando al Team Smackdown.
El 27 de enero del 2017 en Raw, fueron derrotados por Big Show en un handicap match. En WrestleMania 33 participó en un battle royal en memoria a Andre The Giant, pero fue el primer eliminado por Braun Strowman. El 11 de abril, Primo & Épico fueron trasladados a Smackdown y en ese mismo evento atacaron a American Alpha. El 18 de abril, el equipo fue renombrado oficialmente a The Colóns, después de derrotar a American Alpha vía pinfall. El 25 de abril, se enfrentaron de nuevo a American Alpha en un Beat the Clock Challenge Match, siendo derrotados en esta ocasión. El 18 de junio en Money in the Bank fueron derrotados por Zack Ryder & Mojo Rawley. El 11 de julio se anunció que Primo sería sometido a cirugía de rodilla, quedando inactivo. Luego tuvo varios combates no televisados. 

#### 2018
El 3 de abril de 2018, en el Smackdown previo a Wrestlemania, Primo hizo su reaparición haciendo equipo con Baron Corbin, Dolph Ziggler y Mojo Rawley derrotando Breezango, Zack Ryder y Tye Dillinger. En WrestleMania 34 participó en el Andre The Giant Memorial Battle Royal, pero fue eliminado por Mike Kanellis. El 27 de abril en WWE Greatest Royal Rumble participó en la mayor battle royal de 50 hombres entrando como #13, sin embargo no logró ganar al ser eliminado por Kurt Angle. En Survivor Series, junto a Épico, formaron parte del Team SmackDown en la categoría de equipos contra el Team Raw, ganando su equipo aunque él fue eliminado por Dash Wilder.
Después de esto, el equipo rara vez apareció en la televisión o en eventos en vivo, prácticamente fueron desapareciendo.

#### 2019-2020
Su última aparición fue el 26 de febrero del 2019 en un dark-match de SmackDown haciendo equipo con Épico siendo derrotados por Heavy Machinery (Otis y Tucker). Tras esto, estuvo ausente por el resto del año ya que se fue a luchar a WWC en Puerto Rico, pero siguió bajo contrato con la WWE. El 10 de diciembre fue suspendido 30 días por violar supuestamente la política de bienestar de la empresa. 
Finalmente, el 15 de abril de 2020 fue despedido de la WWE junto a Épico y otras superestrellas por recortes económicos.

### Regreso a WWC (2019-presente)
Mientras permanecen bajo contrato con la WWE, Primo y Épico han regresado a WWC para ayudar a su padre a revivir la federación. El 15 de abril de 2020, la WWE lanzó oficialmente Primo y Épico.

## Campeonatos y logros
- !BANG!

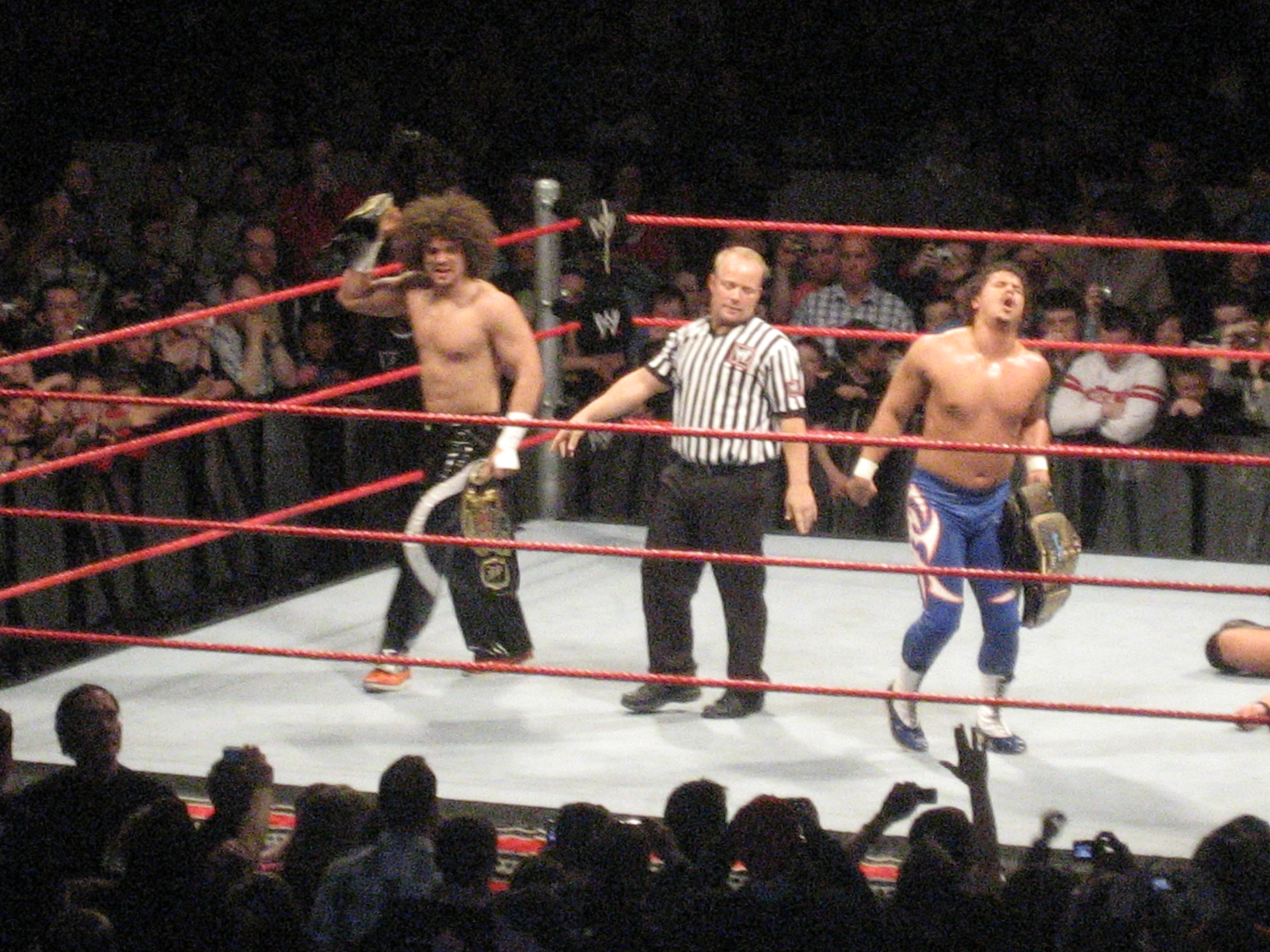
Carlito y Primo como Campeones en Parejas de la WWE.

  - !BANG! Television Tag Team Championship (1 vez) - con Carlos Colón

- Florida Championship Wrestling
  - FCW Florida Tag Team Championship (3 veces)  - con Eric Pérez

- World Wrestling Entertainment / WWE
  - WWE Tag Team Championship (2 veces) - con Carlito (1) y Épico (1) - Primer reinado como Unified WWE Tag Team Championship
  - WWE World Tag Team Championship (1 vez),  - con Carlito - Reinado como Unified WWE Tag Team Championship

- World Wrestling Council
  - WWC Puerto Rico Heavyweight Championship (6 veces, actual)
  - WWC Universal Heavyweight Championship (5 veces)
  - WWC World Junior Heavyweight Championship (5 veces)
  - WWC World Tag Team Championship (1 vez) - con Carly Colón

- Pro Wrestling Illustrated
  - Situado en el N°163 en los PWI 500 del 2008[24]
  - Situado en el N°76 en los PWI 500 del 2009
  - Situado en el Nº125 en los PWI 500 de 2010[25]
  - Situado en el Nº143 en los PWI 500 de 2011[26]
  - Situado en el Nº72 en los PWI 500 de 2012[27]
  - Situado en el Nº149 en los PWI 500 de 2013